# Joaquín Ochoa
Joaquín Ochoa (San Juan, 9 marzo 1999) è un attore argentino.
È conosciuto grazie al ruolo di Valentín Gaitán in Aliados e quello di Lolo in Heidi Bienvenida.

## Biografia
È nato a San Juan, in Argentina, e si è trasferito a Buenos Aires con la sua famiglia all'età di 5 anni. Joaquín è stato scelto per la telenovela Nickelodeon Heidi Bienvenida per interpretare il personaggio di Lolo.
Era uno dei volti di Mimo & Co. in cui lavorava come modello.